# Liste von Namensreaktionen/K
| Entdecker                                                                    | Jahr                      | Reagenzien | Kurzbeschreibung                                                                          | Zielmolekül(e)                                       | Quelle                    |
| Kabachnik-Fields-Reaktion                                                    | Kabachnik-Fields-Reaktion | Kabachnik-Fields-Reaktion                                                                                               | Kabachnik-Fields-Reaktion                                                                 | Kabachnik-Fields-Reaktion                            | Kabachnik-Fields-Reaktion |
| ---------------------------------------------------------------------------- | ------------------------- | --- | ----------------------------------------------------------------------------------------- | ---------------------------------------------------- | ------------------------- |
| Martin Israilewitsch Kabachnik, Ellis K. Fields                              | 1952                      | Aldehyde, Amine, Phosphonsäure                                                                                          | Mehrkomponentenreaktion                                                                   | α-Aminophosphonate                                   | [ 1 ] [ 2 ]               |
| Reaktionsschema der Kabachnik-Fields-Reaktion                                |                           | |                                                                                           |                                                      |                           |
| Kabbe-Chromanonsynthese                                                      |                           | |                                                                                           |                                                      |                           |
| Hans-Joachim Kabbe                                                           | 1976                      | Salicylaldehyde/o-Hydroxyarylketone, Enamine/Ketone                                                                     | Kondensation                                                                              | Chromanone                                           | [ 3 ]                     |
| Reaktionsschema der Kabbe-Chromanonsynthese                                  |                           | |                                                                                           |                                                      |                           |
| Kagan-Horner-Knowles-asymmetrische Hydrierung                                |                           | |                                                                                           |                                                      |                           |
| Henri B. Kagan, Leopold Horner, William S. Knowles                           | 1968/72                   | prochirale Alkene, chirale Rhodium-Phosphin-Komplexe (z. B. mit DIOP oder DIPAMP-Liganden) als Katalysator, Wasserstoff | asymmetrische Hydrierung                                                                  | chirale Alkylverbindungen                            | [ 4 ] [ 5 ] [ 6 ]         |
| Kagan-Molander-Kupplung                                                      |                           | |                                                                                           |                                                      |                           |
| Henri Kagan, Gary Molander                                                   | 1980/84                   | Alkylhalogenide, Ketone/Aldehyde, Samarium(II)-iodid                                                                    | Kupplung                                                                                  | Alkohole                                             | [ 7 ] [ 8 ]               |
| Reaktionsschema der Kagan-Molander-Kupplung                                  |                           | |                                                                                           |                                                      |                           |
| Kagan-Modena-Oxidation                                                       |                           | |                                                                                           |                                                      |                           |
| Henri Kagan, Giorgio Modena                                                  | 1984                      | Sulfide, tert-Butylhydroperoxid, Titan-Komplex                                                                          | asymmetrische Oxidation                                                                   | chirale Sulfoxide                                    | [ 9 ] [ 10 ]              |
| Reaktionsschema der Kagan-Modena-Oxidation                                   |                           | |                                                                                           |                                                      |                           |
| Kahne-Glycosidierung                                                         |                           | |                                                                                           |                                                      |                           |
| Daniel Kahne                                                                 | 1989                      | Glycosyl-Sulfoxide, Trifluormethansulfonsäureanhydrid, Nuleophil                                                        | Einführung der Triflylgruppe, Ersetzung der Gruppe durch das Nucleophil                   | stereoselektive O-, S- oder N-Glycoside              | [ 11 ]                    |
| Kaiser-Johnson-Middleton-Reaktion                                            |                           | |                                                                                           |                                                      |                           |
| Donald W. Kaiser, Francis Johnson, William Middleton                         | 1953/58/62                | Dinitrile, Bromwasserstoff                                                                                              | Cyclisierung                                                                              | N-Heterocyclen                                       | [ 12 ] [ 13 ] [ 14 ]      |
| Kakis-Umlagerung                                                             |                           | |                                                                                           |                                                      |                           |
| Frederic J. Kakis                                                            | 1971                      | Aryl-substituierte Alkene, Halogene, Silber(I)-verbindungen                                                             | Addition, Abspaltung von Silberhalogeniden, Hydrlyse, Umlagerung                          | Ketone                                               | [ 15 ]                    |
| Kaluza-Reaktion                                                              |                           | |                                                                                           |                                                      |                           |
| Ludwig Kaluza                                                                | 1912                      | Amine, Kohlenstoffdisulfid                                                                                              | Bildung eines Thiocarbamates                                                              | Isothiocyanate                                       | [ 16 ]                    |
| Kametani-Oxidation                                                           |                           | |                                                                                           |                                                      |                           |
| Tetsuji Kametani                                                             | 1977                      | Amine, Sauerstoff, Kupfer(I)-chlorid/Pyridin                                                                            | oxidativer Abbau                                                                          | Nitrile                                              | [ 17 ]                    |
| Kamlet-Reaktion                                                              |                           | |                                                                                           |                                                      |                           |
| siehe Henry-Reaktion                                                         |                           | |                                                                                           |                                                      |                           |
| Katritzky-Pyridinsynthese                                                    |                           | |                                                                                           |                                                      |                           |
| Alan Katritzky                                                               | 1999                      | α-substituierte Ketone, α,β-ungesättigte Carbonylverbindungen, Ammoniumacetat                                           | Michael-Addition, Eliminierung                                                            | Pyridine                                             | [ 18 ]                    |
| Katritzky-Reaktion                                                           |                           | |                                                                                           |                                                      |                           |
| Alan Katritzky                                                               | 1979                      | Amine, Pyryliumsalze | Bildung eines Pyridiniumsalzes, nucleophile Substitution                                  |                                                      | [ 19 ]                    |
| Kawase-Umlagerung                                                            |                           | |                                                                                           |                                                      |                           |
| Masami Kawase                                                                | 1992                      | N-acyl-Proline, Trifluoressigsäureanhydrid, Base                                                                        | Kondensation, Umlagerung                                                                  | 5-Trifluoromethyloxazole                             | [ 20 ]                    |
| Keck-Macrolactonisierung                                                     |                           | |                                                                                           |                                                      |                           |
| Gary E. Keck                                                                 | 1985                      | ω-Hydroxycarbonsäuren, Dicyclohexylcarbodiimid, 4-(Dimethylamino)pyridin, DMAP-HCl                                      | Aktivierung, Steglich-Veresterung                                                         | Makrolactone                                         | [ 21 ]                    |
| Kauffmann-Cycloaddition                                                      |                           | |                                                                                           |                                                      |                           |
| Thomas Kauffmann                                                             | 1972                      | Azallylanionen, Alkene                                                                                                  | stereoselektive [3+2]-Cycloaddition                                                       | Pyrrolidine                                          | [ 22 ]                    |
| Kauffmann-Dimerisierung                                                      |                           | |                                                                                           |                                                      |                           |
| Thomas Kauffmann                                                             | 1967                      | Heteroaromaten/aromatische Nitrile, Kupfer(I)-salze, Magnesium- oder Lithiumaromatische Verbindungen                    | Dimerisierung                                                                             | Ketazine/Polyheteroaromaten                          | [ 23 ]                    |
| radikalische Keck-Allylierung                                                |                           | |                                                                                           |                                                      |                           |
| Gary E. Keck                                                                 | 1982                      | Alkylhalogenide, Allyltributylstannan, AIBN                                                                             | radikalische Substitution                                                                 | Allylalkane                                          | [ 24 ]                    |
| asymmetrische Keck-Allylierung                                               |                           | |                                                                                           |                                                      |                           |
| Gary E. Keck                                                                 | 1993                      | Aldehyde, Allylstannane, BINOL, Titantetraisopropylat                                                                   | Addition                                                                                  | enantioselektive Allylalkohole                       | [ 25 ]                    |
| Kemp-Eliminierung                                                            |                           | |                                                                                           |                                                      |                           |
| Daniel S. Kemp                                                               | 1973                      | Benzisoxazole, Base | Ringöffnung                                                                               | α-Nitrilophenole                                     | [ 26 ]                    |
| Reaktionsschema der Kemp-Eliminierung                                        |                           | |                                                                                           |                                                      |                           |
| Kemp-Decarboxylierung                                                        |                           | |                                                                                           |                                                      |                           |
| Daniel S. Kemp                                                               | 1973                      | Benzisoxazole mit Carboxygruppe am C3, Base                                                                             | Ringöffnung mit Decarboxylierung                                                          | α-Nitrilophenole                                     | [ 26 ]                    |
| Reaktionsschema der Kemp-Decarboxylierung                                    |                           | |                                                                                           |                                                      |                           |
| Kendall-Mattox-Reaktion                                                      |                           | |                                                                                           |                                                      |                           |
| Edward Calvin Kendall, Vernon R. Mattox                                      | 1948                      | α-Bromketone, Phenylhydrazin, 2-Oxopropanoat                                                                            |                                                                                           | α,β-ungesättigte Ketone                              | [ 27 ]                    |
| Reaktionsschema der Kendall-Mattox-Reaktion                                  |                           | |                                                                                           |                                                      |                           |
| Kennedys oxidative Cyclisierung                                              |                           | |                                                                                           |                                                      |                           |
| Robert M. Kennedy                                                            | 1992                      | 5-Hdroxyalkene, Rhenium(VII)-oxid                                                                                       | stereoselektive Cyclisierung                                                              | trans-Tetrahydrofurane                               | [ 28 ]                    |
| Kharasch-Addition                                                            |                           | |                                                                                           |                                                      |                           |
| Morris S. Kharasch                                                           | 1945                      | Tetrahalogenmethane, terminale Alkene, Peroxid                                                                          | radikalische Addition                                                                     | Halogenalkane                                        | [ 29 ]                    |
| Reaktionsschema der Kharash-Addition                                         |                           | |                                                                                           |                                                      |                           |
| Kharasch-Reaktion                                                            |                           | |                                                                                           |                                                      |                           |
| Morris S. Kharasch                                                           | 1943                      | Alkylhalogenide, Grignard-Reagenzien, Cobalt(II)-chlorid                                                                | Kupplungsreaktion                                                                         | Bildung einer C-C-Bindung                            | [ 30 ]                    |
| Kharasch-Sosnovsky-Reaktion                                                  |                           | |                                                                                           |                                                      |                           |
| Morris S. Kharasch, George Sosnovsky                                         | 1958                      | Alkene, Peroxyester, Kupfer(I)-Salz                                                                                     | radikalische Oxidation in Allylposition                                                   | Allylbezoate/-alkohole                               | [ 31 ]                    |
| Reaktionsschema der Kharash-Sosnovsky-Reaktion                               |                           | |                                                                                           |                                                      |                           |
| Kihara-Indolsynthese                                                         |                           | |                                                                                           |                                                      |                           |
| Masaru Kihara                                                                | 1995                      | Phenyl- oder Alkyl-N-(2-iodopheny1)-N-methylaminomethylketone, Butyllithium                                             | Dehalogenierung, Cyclisierung unter Bildung eines 3-Hydroxyindolines, Wasser-Eliminierung | 3-substituierte Indole                               | [ 32 ]                    |
| Kiliani-Fischer-Synthese                                                     |                           | |                                                                                           |                                                      |                           |
| Heinrich Kiliani, Emil Fischer                                               | 1885                      | Monosaccharide, Blausäure, Wasser, Natriumamalgam                                                                       | nucleophile Addition, Hydrolyse, Reduktion                                                | verlängerte Monosaccaride                            | [ 33 ] [ 34 ]             |
| Reaktionsschema der Kiliani-Fischer-Synthese                                 |                           | |                                                                                           |                                                      |                           |
| Kinugasa-Reaktion                                                            |                           | |                                                                                           |                                                      |                           |
| Manabu Kinugasa                                                              | 1972                      | Nitrone, terminale Alkine, Kupfer(I)-Salze                                                                              | Bildung eines Acetylides, [1,3]-dipolare Cycloaddition, Umlagerung                        | β-Lactame                                            | [ 35 ]                    |
| Reaktionsschema der Kinugasa-Reaktion                                        |                           | |                                                                                           |                                                      |                           |
| Kishner-Cyclopropansynthese (Kishner-Abbau)                                  |                           | |                                                                                           |                                                      |                           |
| Nikolai Kischner                                                             | 1911                      | α,β-ungesättigte Ketone, Hydrazin                                                                                       | Bildung eines Pyrazolines, Zersetzung                                                     | Cyclopropane                                         | [ 36 ]                    |
| Klemer-Rodemeyer-Reaktion                                                    |                           | |                                                                                           |                                                      |                           |
| Almuth Klemer, Günther Rodemeyer                                             | 1975                      | Benzyliden-geschützte Monosaccharide, Butyllithium                                                                      | Cycloeliminierung                                                                         | Ketosen                                              | [ 37 ]                    |
| Knochel-Indolsynthese                                                        |                           | |                                                                                           |                                                      |                           |
| Paul Knochel                                                                 | 2003                      | 1-Nitro-2-alkenaromaten, Phenylmagnesiumchlorid                                                                         | Reduktion der Nitrogruppe zum Nitren, Cyclisierung                                        | Indole                                               | [ 38 ]                    |
| Knochel-Vinylkupplung                                                        |                           | |                                                                                           |                                                      |                           |
| Paul Knochel                                                                 | 1988                      | Vinylhalogenide, Alkyl/Aryliodide, Zink, Kupfercyanid                                                                   | Bildung eines Knochel-Cuprates, Kupplung                                                  | Bildung einer C-C-Bindung                            | [ 39 ]                    |
| Knölker-Carbazol-Synthese                                                    |                           | |                                                                                           |                                                      |                           |
| Hans-Joachim Knölker                                                         | 1989                      | Cyclohexadientricarbonyleisen-Halbsandwichkomplexe, aromatische Amine, Oxidationsmittel                                 | Kupplung, oxidative Cyclisierung                                                          | Carbazole                                            | [ 40 ]                    |
| Knoevenagel-Reaktion                                                         |                           | |                                                                                           |                                                      |                           |
| Emil Knoevenagel                                                             | 1898                      | Ketone/Aldehyde, CH-acide Verbindungen, Base                                                                            | Deprotonierung, nucleophiler Angriff, Kondensation                                        | Bildung einer C-C-Doppelbindung                      | [ 41 ]                    |
| Reaktionsschema der Knoevenagel-Reaktion                                     |                           | |                                                                                           |                                                      |                           |
| Knoevenagel-Diazotierung                                                     |                           | |                                                                                           |                                                      |                           |
| Emil Knoevenagel                                                             | 1890                      | primäre Amine, Amylnitrit                                                                                               | Diazotierung                                                                              | Diazoniumsalze                                       | [ 42 ]                    |
| Knoop-Oesterlin-Aminosäuresynthese                                           |                           | |                                                                                           |                                                      |                           |
| Franz Knoop, Hubert Oesterlin                                                | 1925                      | α-Ketosäuren, Ammoniak, Wasserstoff/Palladium                                                                           | katalytische Hydrierung                                                                   | α-Aminosäuren                                        | [ 43 ]                    |
| Reaktionsschema der Knoop-Oesterlin-Aminosäuresynthese                       |                           | |                                                                                           |                                                      |                           |
| Knorr-Chinolinsynthese                                                       |                           | |                                                                                           |                                                      |                           |
| Ludwig Knorr                                                                 | 1886                      | Anilin, β-Ketoester, Säure                                                                                              | Cyclisierung unter Abspaltung von Wasser und Methanol                                     | Chinoline                                            | [ 44 ]                    |
| Reaktionsschema der Knorr-Chinolinsynthese                                   |                           | |                                                                                           |                                                      |                           |
| Knorr-Pyrazolsynthese                                                        |                           | |                                                                                           |                                                      |                           |
| Ludwig Knorr                                                                 | 1883                      | 1,3-Dicarbonnylverbindungen, Hydrazine                                                                                  | Kondensation                                                                              | Pyrazole                                             | [ 45 ]                    |
| Reaktionsschema der Knorr-Pyrazolsynthese                                    |                           | |                                                                                           |                                                      |                           |
| Knorr-Pyrrolsynthese                                                         |                           | |                                                                                           |                                                      |                           |
| Ludwig Knorr                                                                 | 1885                      | α-Aminoketone, β-Ketoester                                                                                              | Cyclisierung                                                                              | Pyrrole                                              | [ 46 ]                    |
| Reaktionsschema der Knorr-Pyrrolsynthese                                     |                           | |                                                                                           |                                                      |                           |
| Knunylants-Fluoralkylierung                                                  |                           | |                                                                                           |                                                      |                           |
| I.L. Knunylants                                                              | 1960                      | Aromaten, Hexafluoraceton, Lewis-Säure                                                                                  | elektrophile aromatische Substitution                                                     | 1,1,1,3,3,3-Hexafluoro-2-phenyl-2-propanol           | [ 47 ]                    |
| Kobayashi-Aldolreaktion                                                      |                           | |                                                                                           |                                                      |                           |
| Susumu Kobayashi                                                             | 2004                      | chirale Vinylketensilyl-N,O-acetale, Aldehyde                                                                           | stereoselektive vinyloge Mukaiyama-Aldolreaktion                                          | Polyketide                                           | [ 48 ]                    |
| Koch-Haaf-Carbonylierung (Koch-Reaktion)                                     |                           | |                                                                                           |                                                      |                           |
| Herbert Koch, Wolfgang Haaf                                                  | 1958                      | Alkene, Kohlenstoffmonoxid, Säure                                                                                       | Protonierung, nucleophiler Angriff des CO, Hydrolyse                                      | Koch-Säuren                                          | [ 49 ]                    |
| Reaktionsschema der Koch-Haaf-Carbonylierung                                 |                           | |                                                                                           |                                                      |                           |
| Kocheshkov-Umlagerung                                                        |                           | |                                                                                           |                                                      |                           |
| Xenofont Alexandrowitsch Kotscheschkow                                       | 1929                      | Zinn(IV)-halogenide, Zinntetraalkyl/arylverbindungen                                                                    | Komproportionierung                                                                       | Zinnhalogenalkyl/arylverbindungegn                   | [ 50 ]                    |
| {\displaystyle \mathrm {3\ SnR_{4}\ +\ SnX_{4}\ \rightarrow \ 4\ SnXR_{3}} } |                           | |                                                                                           |                                                      |                           |
| Kochi-Kupplung                                                               |                           | |                                                                                           |                                                      |                           |
| Jay K. Kochi                                                                 | 1975                      | Alkenylhalogenide, Grignard-Verbindungen, Eisen-Verbindungen (Katalysator)                                              | Kreuzkupplung                                                                             | Alkene                                               | [ 51 ]                    |
| Kochi-Reaktion                                                               |                           | |                                                                                           |                                                      |                           |
| Jay K. Kochi                                                                 | 1965                      | Carbonsäuren, Blei(IV)-acetat, Lithiumchlorid                                                                           | oxidative Decarboxylierung                                                                | Halogenkohlenwasserstoffe                            | [ 52 ]                    |
| Reaktionsschema der Kochi-Reaktion                                           |                           | |                                                                                           |                                                      |                           |
| König-Benzoxazinsynthese                                                     |                           | |                                                                                           |                                                      |                           |
| Karl-Heinz König                                                             | 1959                      | Chinone, Aminoalkylhalogenide                                                                                           | Addition, Cyclisierung                                                                    | Benzoxazine                                          | [ 53 ]                    |
| Koenigs-Knorr-Methode                                                        |                           | |                                                                                           |                                                      |                           |
| Wilhelm Koenigs, Eduard Knorr                                                | 1901                      | Monosacccharid-halogenide, Silber(I)-carbonat, Methanol                                                                 | Abspaltung des Halogenides, Nucleophile Substitution                                      | Glycoside                                            | [ 54 ]                    |
| Reaktionsschema der Koenigs-Knorr-Methode                                    |                           | |                                                                                           |                                                      |                           |
| Kohler-Synthese                                                              |                           | |                                                                                           |                                                      |                           |
| Elmer Peter Kohler                                                           | 1924                      | 1,3-Dinitroalkane, Natriummethanolat                                                                                    | Cyclisierung                                                                              | Isoxazol-N-oxide                                     | [ 55 ]                    |
| Kolbe-Elektrolyse                                                            |                           | |                                                                                           |                                                      |                           |
| Hermann Kolbe                                                                | 1848                      | Carbonsäuren, elektrischer Strom                                                                                        | elektrolytische, radikalische Oxidation, CO2-Abspaltung, Dimerisierung                    | Alkane                                               | [ 56 ]                    |
| Reaktionsschema der Kolbe-Elektrolyse                                        |                           | |                                                                                           |                                                      |                           |
| Kolbe-Nitrilsynthese                                                         |                           | |                                                                                           |                                                      |                           |
| benannt nach Hermann Kolbe                                                   |                           | Alkylhalogenide, Alkalicyanide                                                                                          | nucleophile Substitution                                                                  | Alkylnitrile                                         |                           |
| Reaktionsschema der Kolbe-Nitrilsynthese                                     |                           | |                                                                                           |                                                      |                           |
| Kolbe-Schmitt-Reaktion                                                       |                           | |                                                                                           |                                                      |                           |
| Herrmann Kolbe, Rudolf Schmitt                                               | 1860/84                   | Phenole, Natrium/Kalium, Kohlenstoffdioxid                                                                              | Deprotonierung, elektrophile Substitution                                                 | o- oder p-Hydroxybenzoesäure                         | [ 57 ] [ 58 ]             |
| Reaktionsschema der Kolbe-Schmitt-Reaktion                                   |                           | |                                                                                           |                                                      |                           |
| Kölbel-Engelhardt-Synthese                                                   |                           | |                                                                                           |                                                      |                           |
| Herbert Kölbel, Friedrich Engelhardt                                         | 1955                      | Kohlenstoffmonoxid, Wasser, Katalysator                                                                                 | Weiterentwicklung der Fischer-Tropsch-Synthese                                            | synthetische Kraftstoffe                             | [ 59 ]                    |
| Kondakow-Reaktion                                                            |                           | |                                                                                           |                                                      |                           |
| Iwan Kondakow                                                                | 1893                      | Alkene, Carbonsäurehalogenide, Lewis-Säure                                                                              | Acylierung                                                                                | β-Halogenketone                                      | [ 60 ]                    |
| Reaktionsschema der Kondakow-Reaktion                                        |                           | |                                                                                           |                                                      |                           |
| Kondrat’eva-Pyridinsynthese                                                  |                           | |                                                                                           |                                                      |                           |
| G. Y. Kondrat'eva                                                            | 1957                      | Oxazol, Alkene | Diels-Alder-Reaktion                                                                      | Pyridine                                             | [ 61 ]                    |
| Reaktionsschema der Kondrat’eva-Pyridinsynthese                              |                           | |                                                                                           |                                                      |                           |
| Kornblum-Oxidation                                                           |                           | |                                                                                           |                                                      |                           |
| Nathan Kornblum                                                              | 1957                      | Alkylhalogenide, Dimethylsulfoxid, Triethylamin                                                                         | Oxidation                                                                                 | Aldehyde                                             | [ 62 ]                    |
| Reaktionsschema der Kornblum-Oxidation                                       |                           | |                                                                                           |                                                      |                           |
| Kornblum-DeLaMare-Umlagerung                                                 |                           | |                                                                                           |                                                      |                           |
| Nathan Kornblum, Harold E. DeLaMare                                          | 1951                      | organische Peroxide, Base                                                                                               | Umlagerung                                                                                | Ketone und Alkohole                                  | [ 63 ]                    |
| Reaktionsschema der Kornblum-DeLaMare-Umlagerung                             |                           | |                                                                                           |                                                      |                           |
| Kornfeld-Boger-Ringverengung                                                 |                           | |                                                                                           |                                                      |                           |
| Edmund Kornfeld, Dale Boger                                                  | 1980/2005                 | konjugierte Alkene/Alkine, 1,2,4,5-Tetrazine, Zink                                                                      | Diels-Alder-Reaktion, Reduktion                                                           | Pyrrole                                              | [ 64 ] [ 65 ]             |
| Körner-Contardi-Reaktion                                                     |                           | |                                                                                           |                                                      |                           |
| G. Körner, A. Contrardi                                                      | 1914                      | Aryldiazoniumverbindungen, Kupfersulfat, Brom-/Chlorwasserstoff                                                         | Sandmeyer-Reaktion                                                                        | Halogenaromaten                                      | [ 66 ]                    |
| Korte-Umlagerung                                                             |                           | |                                                                                           |                                                      |                           |
| Friedhelm Korte                                                              | 1959                      | α-Acyllactone, salzsaures Methanol                                                                                      | Umlagerung                                                                                | Carbonsäureester                                     | [ 67 ]                    |
| Reaktionsschema der Korte-Umlagerung                                         |                           | |                                                                                           |                                                      |                           |
| Koser-Tosylierung                                                            |                           | |                                                                                           |                                                      |                           |
| Gerald F. Koser                                                              | 1977                      | Alkene, Hydroxytosyloxyiodobenzol                                                                                       | elektrophile Addition                                                                     | Ditosylester                                         | [ 68 ]                    |
| Kostanecki-Reaktion (Kostanecki-Robinson-Reaktion)                           |                           | |                                                                                           |                                                      |                           |
| Stanislaus von Kostanecki                                                    | 1901                      | ortho-Hydroxyacetophenone, aliphatische Carbonsäureanhydride                                                            | Acylierung, Aldolkondensation                                                             | Cumarin, Chromone                                    | [ 69 ]                    |
| Reaktionsschema der Kostanecki-Reaktion                                      |                           | |                                                                                           |                                                      |                           |
| Köster-Verfahren                                                             |                           | |                                                                                           |                                                      |                           |
| Roland Köster                                                                | 1960                      | Alkene, Aluminium, Wasserstoff, Bortrioxid                                                                              | Transmetallierung                                                                         | Alkylborverbindungen                                 | [ 70 ]                    |
| Kowalski-Ester-Homologierung                                                 |                           | |                                                                                           |                                                      |                           |
| Conrad J. Kowalski                                                           | 1985                      | Carbonsäureester, Dibrommethyllithium, starke Base                                                                      |                                                                                           | Carbonsäureester mit um ein Glied verlängerter Kette | [ 71 ]                    |
| Reaktionsschema der Kowalski-Ester-Homologierung                             |                           | |                                                                                           |                                                      |                           |
| Krafft-Abbau                                                                 |                           | |                                                                                           |                                                      |                           |
| Friedrich Krafft                                                             | 1879                      | Erdalkalisalze von Carbonsäuren, entsprechende Acetate, Chrom(VI)-oxid                                                  | trockene Destillation zum Methylketon, Oxidation                                          | verkürzte Carbonsäuren                               | [ 72 ]                    |
| Reaktionsschema des Krafft-Abbaus                                            |                           | |                                                                                           |                                                      |                           |
| Krapcho-Reaktion                                                             |                           | |                                                                                           |                                                      |                           |
| Andrew Paul Krapcho                                                          | 1967                      | α-monosubstituierte oder α,α-disubstituierte Ester, Kaliumcyanid                                                        | Decarboxylierung                                                                          | Ersetzen der Estergruppe durch H-Atom                | [ 73 ]                    |
| Reaktionsschema der Krapcho-Reaktion                                         |                           | |                                                                                           |                                                      |                           |
| Kresze-Aminierung (Sharpless-Kresze-Aminierung)                              |                           | |                                                                                           |                                                      |                           |
| Günter Kresze                                                                | 1975                      | Alkene, Schwefeldiimide, Base                                                                                           | [3+2]-sigmatrope Umlagerung, basische Aufarbeitung                                        | Allylamine                                           | [ 74 ]                    |
| Kriewitz-Kondensation                                                        |                           | |                                                                                           |                                                      |                           |
| Oscar Kriewitz                                                               | 1899                      | Olefine, Formaldehyd | Kondensation                                                                              | ungesättigte primäre Alkohole                        | [ 75 ]                    |
| Reaktionsschema der Kriewitz-Kondensation                                    |                           | |                                                                                           |                                                      |                           |
| Krische-Allylierung                                                          |                           | |                                                                                           |                                                      |                           |
| Michael J. Krische                                                           | 2008                      | Aldehyde/Alkohole, Allylverbindungen, chiraler Rh/Ir/Ru-Katalysator, Wasserstoff                                        | reduktive Kupplung                                                                        | sekundäre Homoallylalkohole                          | [ 76 ]                    |
| Kröhnke-Aldehydsynthese                                                      |                           | |                                                                                           |                                                      |                           |
| Fritz Kröhnke                                                                | 1936                      | Arylmethylhalogenide, Pyridin, N,N-Dimethyl-4-nitrosoanilin                                                             | Bildung eines Nitrons, Hydrolyse                                                          | Aldehyde                                             | [ 77 ]                    |
| Kröhnke-Pyridinsynthese                                                      |                           | |                                                                                           |                                                      |                           |
| Fritz Kröhnke                                                                | 1961                      | Pyridin, α,β-ungesättigte Ketone                                                                                        | Synthese von Pyridinderivaten                                                             | Pyridinderivate                                      | [ 78 ]                    |
| Reaktionsschema der Kröhnke-Pyridin-Synthese                                 |                           | |                                                                                           |                                                      |                           |
| Kutscherov-Reaktion                                                          |                           | |                                                                                           |                                                      |                           |
| Michail Kutscherow                                                           | 1881                      | Alkine, Quecksilber(II)-sulfat, Säure                                                                                   | Hydratisierung                                                                            | Aldehyde/Ketone                                      | [ 79 ]                    |
| Reaktionsschema der Kutscherov-Reaktion                                      |                           | |                                                                                           |                                                      |                           |
| Kuhn-Roth-Oxidation                                                          |                           | |                                                                                           |                                                      |                           |
| Richard Kuhn, Hubert Roth                                                    | 1933                      | organische Moleküle, Chromsäure, Schwefelsäure                                                                          | Oxidation zu Essigsäure                                                                   | Bestimmung der Anzahl Methylgruppen in einem Molekül | [ 80 ]                    |
| Kuhn-Winterstein-Reaktion                                                    |                           | |                                                                                           |                                                      |                           |
| Richard Kuhn, Alfred Winterstein                                             | 1928                      | 1,2-Glycole, Diphosphotetraiodid                                                                                        | Reduktion                                                                                 | trans-Alkene                                         | [ 81 ]                    |
| Kulinkovich-Reaktion                                                         |                           | |                                                                                           |                                                      |                           |
| Oleg Kulinkovich                                                             | 1989                      | Carbonsäureester, Grignard-Verbindungen, Titan(IV)-alkoholat (Katalysator)                                              | Transmetallierungen                                                                       | Cyclopropanole                                       | [ 82 ]                    |
| Reaktionsschema der Kulinkovich-Reaktion                                     |                           | |                                                                                           |                                                      |                           |
| Kumada-Kupplung                                                              |                           | |                                                                                           |                                                      |                           |
| Makoto Kumada                                                                | 1972                      | Alkenyl- oder Arylhalogenide, Grignard-Verbindungen, Nickel-Komplex (Katalysator)                                       | Kupplung                                                                                  | Bildung einer C-C-Bindung                            | [ 83 ]                    |
| Reaktionsschema der Kumada-Kupplung                                          |                           | |                                                                                           |                                                      |                           |
| Kursanov-Parnes-Hydrierung                                                   |                           | |                                                                                           |                                                      |                           |
| D. N. Kursanov, Z. N. Parnes                                                 | 1967                      | Alkene/Carbonylverbindungen/Imine, Organosilane, Trifluoressigsäure                                                     | ionische Hydrierung                                                                       | Alkane/Alkohole/Amine                                | [ 84 ]                    |
| Kuwajima-Urabe-Synthese                                                      |                           | |                                                                                           |                                                      |                           |
| Isao Kuwajima, Hirokazu Urabe                                                | 1982                      | Silylenolether, Aryl/Alkenylbromide, Palladium und Zinnverbindungen (Katalysator)                                       | Kupplung                                                                                  | α-Aryl(alkenyl)ketone                                | [ 85 ]                    |
| Kyodai-Nitrierung                                                            |                           | |                                                                                           |                                                      |                           |
| Hitomi Suzuki (benannt nach der Universität Kyōto)                           | 1991                      | Aromaten, Stickoxide, Ozon                                                                                              | elektrophile aromatische Substitution                                                     | Nitroaromaten                                        | [ 86 ]                    |